# Paracanthoisis richerdeforgesi
Paracanthoisis richerdeforgesi is een zachte koraalsoort uit de familie Isididae. De koraalsoort komt uit het geslacht Paracanthoisis. Paracanthoisis richerdeforgesi werd in 1987 voor het eerst wetenschappelijk beschreven door Bayer & Stefani. 